# Leonard Strong
Pour les articles homonymes, voir Strong.
Leonard (Clarence) Strong est un acteur américain, né le 12 août 1908 à Salt Lake City (Utah), mort le 23 janvier 1980 à Glendale (Californie).

## Biographie
Au cinéma, il contribue à trente-neuf films américains, les trois premiers sortis en 1942. Il interprète souvent des seconds rôles de type asiatique, notamment dans La Vie aventureuse de Jack London d'Alfred Santell (1943, avec Michael O'Shea et Susan Hayward), Les Clés du royaume de John M. Stahl (1944, avec Gregory Peck et Thomas Mitchell) et Retour aux Philippines d'Edward Dmytryk (1945, avec John Wayne et Anthony Quinn).
Parmi ses autres films notables, citons le western L'Homme des vallées perdues de George Stevens (1953, avec Alan Ladd et Jean Arthur) et Quand la marabunta gronde de Byron Haskin (1954, avec Eleanor Parker et Charlton Heston). Son dernier film est Les Fuyards du Zahrain de Ronald Neame (avec Yul Brynner et Sal Mineo), sorti en 1962.
À la télévision, Leonard Strong apparaît dans vingt-sept séries entre 1949 et 1968, dont Alfred Hitchcock présente (trois épisodes, 1958-1960), La Quatrième Dimension (un épisode, 1960) et Max la Menace (sa dernière série, trois épisodes, 1965-1968).

## Filmographie partielle

### Cinéma
- 1943 : Face au soleil levant (Behind the Rising Sun) d'Edward Dmytryk : le père de Tama
- 1943 : La Vie aventureuse de Jack London (Jack London) d'Alfred Santell : le capitaine Tanaka
- 1943 : Bombardier (titre original) de Richard Wallace : un officier japonais
- 1944 : Les Clés du royaume (The Keys of the Kingdom) de John M. Stahl : M. Chia
- 1944 : Les Fils du dragon (Dragon Seed) de Jack Conway et Harold S. Bucquet : un fonctionnaire japonais
- 1945 : Retour aux Philippines (Back to Bataan) d'Edward Dmytryk : le général Masaharu Honma
- 1945 : Du sang dans le soleil (Blood on the Sun) de Frank Lloyd : Hijikata
- 1946 : Anna et le Roi de Siam (Anna and the King of Siam) de John Cromwell : un interprète
- 1946 : Dangerous Millions de James Tinling : le chef des bandits
- 1949 : Les Insurgés (We Were Strangers) de John Huston : un fabricant de bombes
- 1950 : Du sang sur le tapis vert (Backfire) de Vincent Sherman : Lee Quong
- 1952 : Le Vol du secret de l'atome (The Atomic City) de Jerry Hopper : Donald Clark
- 1952 : L'Homme à la carabine (Carbine Williams) de Richard Thorpe : Robak
- 1953 : Destination Gobi (titre original) de Robert Wise : Wali-Akhun
- 1953 : Fais-moi peur ou Tu trembles carcasse (Scared Stiff) de George Marshall : Shorty
- 1953 : L'Homme des vallées perdues (Shane) de George Stevens : Ernie Wright
- 1954 : La Révolte des Cipayes (Bengal Brigade) de László Benedek : Mahindra
- 1954 : Les Bas-fonds d'Hawaï (Hell's Half Acre) de John H. Auer : Ippy
- 1954 : Quand la marabunta gronde (The Naked Jungle) de Byron Haskin : Kutina
- 1955 : La Colline de l'adieu (Love Is a Many-Splendored Thing) d'Henry King : un diseur de bonne aventure
- 1955 : Le Culte du cobra (Cult of the Cobra) de Francis D. Lyon : Daru
- 1956 : Le Roi et moi (The King and I) de Walter Lang : un interprète
- 1957 : Cette nuit ou jamais (This Could Be the Night) de Robert Wise : M. Bernbaum
- 1959 : Simon le pêcheur (The Big Fisherman) de Frank Borzage : Zébédée
- 1962 : Les Fuyards du Zahrain (Escape from Zahrain) de Ronald Neame : l'ambulancier

### Télévision

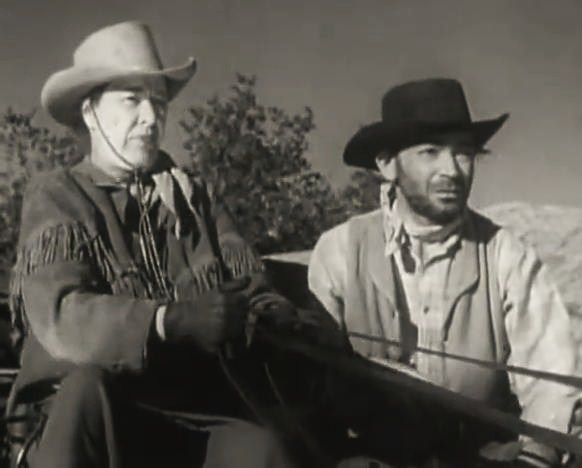
Avec Louise Lorimer, dans la série The Lone Ranger, épisode Cannonball McKay (1949)

#### Séries télévisées
- 1949-1950 : The Lone Ranger
  - Saison 1, épisode 16 Cannonball McKay (1949 - Clem Jones) et épisode 31 Gold Fever (1950 - Pinky Nugent) de George Archainbaud
- 1958 : Sugarfoot
  - Saison 1, épisode 11 Deadlock de Franklin Adreon : Crane
- 1958 : Elfego Baca (The Nine Lives of Elfego Baca)
  - Saison 1, épisode 1 The Nine Lives of Elfego Baca de Norman Foster et épisode 2 Four Down and Five Lives to Go de Norman Foster : Zanaga Martinez
- 1958-1960 : Alfred Hitchcock présente (Alfred Hitchcock Presents)
  - Saison 3, épisode 37 La Voix (The Canary Sedan, 1958) de Robert Stevens : l'homme manipulant l'ouija
  - Saison 4, épisode 15 Une affaire personnelle (A Personal Matter, 1959) de Paul Henreid : Manuel
  - Saison 5, épisode 17 Une cure radicale (The Cure, 1960) d'Herschel Daugherty : Luiz
- 1960 : La Quatrième Dimension (The Twilight Zone)
  - Saison 1, épisode 16 L'Auto-stoppeur (The Hitch-Hiker) d'Alvin Ganzer : rôle-titre
- 1960 : 77 Sunset Strip
  - Saison 3, épisode 3 The President's Daughter de James V. Kern : le moine blanc
- 1960 : Aventures dans les îles (Adventures in Paradise)
  - Saison 2, épisode 5 La Rançon (The Krismen) de Jus Addiss : Alibon
- 1960-1961 : Hong Kong
  - Saison unique, épisode 1 Effacer l'action (Clear for Action, 1960 - l'officier chinois des renseignements) d'Ida Lupino et épisode 23 La Femme en gris (The Woman in Grey, 1961 - Limm) de Stuart Rosenberg
- 1961 : Peter Gunn
  - Saison 3, épisode 14 The Royal Roust de Robert Gist : Le roi Félix
- 1962 : Les Incorruptibles (The Untouchables)
  - Saison 3, épisode 24 L'Histoire de Ginnie Littlesmith (The Ginnie Littlesmith Story) de Stuart Rosenberg : Ben Poe
- 1964 : Des agents très spéciaux (The Man from U.N.C.L.E.)
  - Saison 1, épisode 10 L'Énigme de la bague (The Finny Foot Affair) de Marc Daniels : le général Yokura
- 1965-1968 : Max la Menace (Get Smart)
  - Saison 1, épisode 5 La Fille du diplomate (Diplomat's Daughter, 1965) de Paul Bogart et épisode 25 La Blanchisserie chinoise (The Amazing Harry Hoo, 1966) de Gary Nelson : « The Claw »
  - Saison 4, épisode 9 The Laser Blazer (1968) de Jay Sandrich : Lin Chan